# Carmelitane del Sacro Cuore
Le Carmelitane del Sacro Cuore (in spagnolo Carmelitas del Sagrado Corazón) sono un istituto religioso femminile di diritto pontificio: le suore di questa congregazione pospongono al loro nome la sigla C.S.C.

## Storia
La congregazione fu fondata ad Atotonilco el Alto, nello stato messicano di Jalisco, da María Luisa de la Peña (1866-1937). La de la Peña faceva parte della conferenza di San Vincenzo de' Paoli di Atotonilco e assieme al marito, il medico Pascual Rojas, aveva aperto il piccolo ospedale del Sacro Cuore, destinato ai poveri: rimasta vedova nel 1896, continuò a dedicarsi alla cura dei malati poveri e il 25 dicembre 1905, assieme con alcune compagne, iniziò a condurre vita semi-claustrale presso il suo ospedale.
Nel 1909 la comunità ricevette una regola dall'arcivescovo di Guadalajara, José de Jesús Ortíz, ma pochi anni dopo le religiose si unirono alle Ancelle di Gesù Sacramentato di Zapotlán el Grande, tra le quali emisero i voti il 2 marzo 1915; nel 1917 María Luisa de la Peña e le sue compagne vennero autorizzate a staccarsi dalle Ancelle di Gesù Sacramentato e a tornare ad Atotonilco, dove restaurarono l'ospedale del Sacro Cuore.
Su consiglio dell'arcivescovo José Francisco Orozco y Jiménez la comunità chiese di unirsi a un terz'ordine e il 18 ottobre 1920 fu aggregata all'Ordine dei Carmelitani Scalzi: la fondatrice e le sue sei compagne vestirono l'abito carmelitano ed emisero la professione il 1º aprile 1921.
A causa del clima di persecuzione religiosa, nel 1925 la de la Peña (che aveva preso il nome religioso di Luisa Giuseppa del Santissimo Sacramento) lasciò il Messico e nel 1927 si stabilì in California, dove la congregazione ebbe un notevole sviluppo; la fondatrice poté stabilirsi nuovamente in patria nel 1929 e nel 1930 aprì un noviziato a Guadalajara, da dove le suore si diffusero in tutto il Messico.
La congregazione ricevette il pontificio decreto di lode il 25 aprile 1949 e l'approvazione definitiva della Santa Sede il 23 giugno 1958.

## Attività e diffusione
Le suore si dedicano all'assistenza agli infermi, alla cura degli orfani e all'insegnamento.
Oltre che in Messico, sono presenti in Bolivia, Cile, Colombia, Ecuador, Filippine, Stati Uniti d'America, Venezuela; la sede generalizia è a Guadalajara.
Alla fine del 2008 la congregazione contava 423 religiose in 62 case.